# Liste der Biografien/Roset
Liste der Biografien |
Portal Biografien |
Personensuche
# |
A |
B |
C |
D |
E |
F |
G |
H |
I |
J |
K |
L |
M |
N |
O |
P |
Q |
R |
S |
T |
U |
V |
W |
X |
Y |
Z |
?
 
Ra |
Rb |
Rd |
Re |
Rh |
Ri |
Rj |
Rk |
Rl |
Rm |
Rn |
Ro |
Rr |
Rs |
Rt |
Ru |
Rv |
Rw |
Rx |
Ry |
Rz
 
Roa |
Rob |
Roc |
Rod |
Roe |
Rof |
Rog |
Roh |
Roi |
Roj |
Rok |
Rol |
Rom |
Ron |
Roo |
Rop |
Roq |
Ror |
Ros |
Rot |
Rou |
Rov |
Row |
Rox |
Roy |
Roz 
 
Rosa |
Rosb |
Rosc |
Rosd |
Rose |
Rosh |
Rosi |
Rosj |
Rosk |
Rosl |
Rosm |
Rosn |
Roso |
Rosp |
Rosq |
Ross |
Rost |
Rosu |
Rosv |
Rosw |
Rosy |
Rosz 
 
Rosea |
Roseb |
Rosec |
Rosed |
Rosef |
Roseg |
Roseh |
Rosei |
Rosel |
Rosem |
Rosen |
Roseo |
Roser |
Roses |
Roset |
Rosev |
Rosew |
Rosey
Die Liste der Biografien führt alle Personen auf, die in der deutschsprachigen Wikipedia einen Artikel haben. Dieses ist eine Teilliste mit 14 Einträgen von Personen, deren Namen mit den Buchstaben „Roset“ beginnt.

## Roset

### Roseta
- Roseta, Cuca (* 1981), portugiesische Fado-Sängerin

### Rosete
- Rosete, Héctor, mexikanischer Fußballspieler
- Rosete, Jose (* 1975), US-amerikanischer Schauspieler, Filmproduzent, Filmregisseur, Drehbuchautor und Synchronsprecher
- Rosete, José Luis, mexikanischer Fußballspieler

### Rosett
- Rosetta, Virginio (1902–1975), italienischer Fußballspieler und -trainer
- Rosette (* 1959), französische Schauspielerin, Filmemacherin und Autorin
- Rosette, Alejandro (* 1987), mexikanischer Eishockeyspieler
- Rosetti, Alexandru (1895–1990), rumänischer Romanist und Rumänist
- Rosetti, Antonio (1750–1792), deutscher Komponist und KapellmeisterAntonio Rosetti (1750–1792)

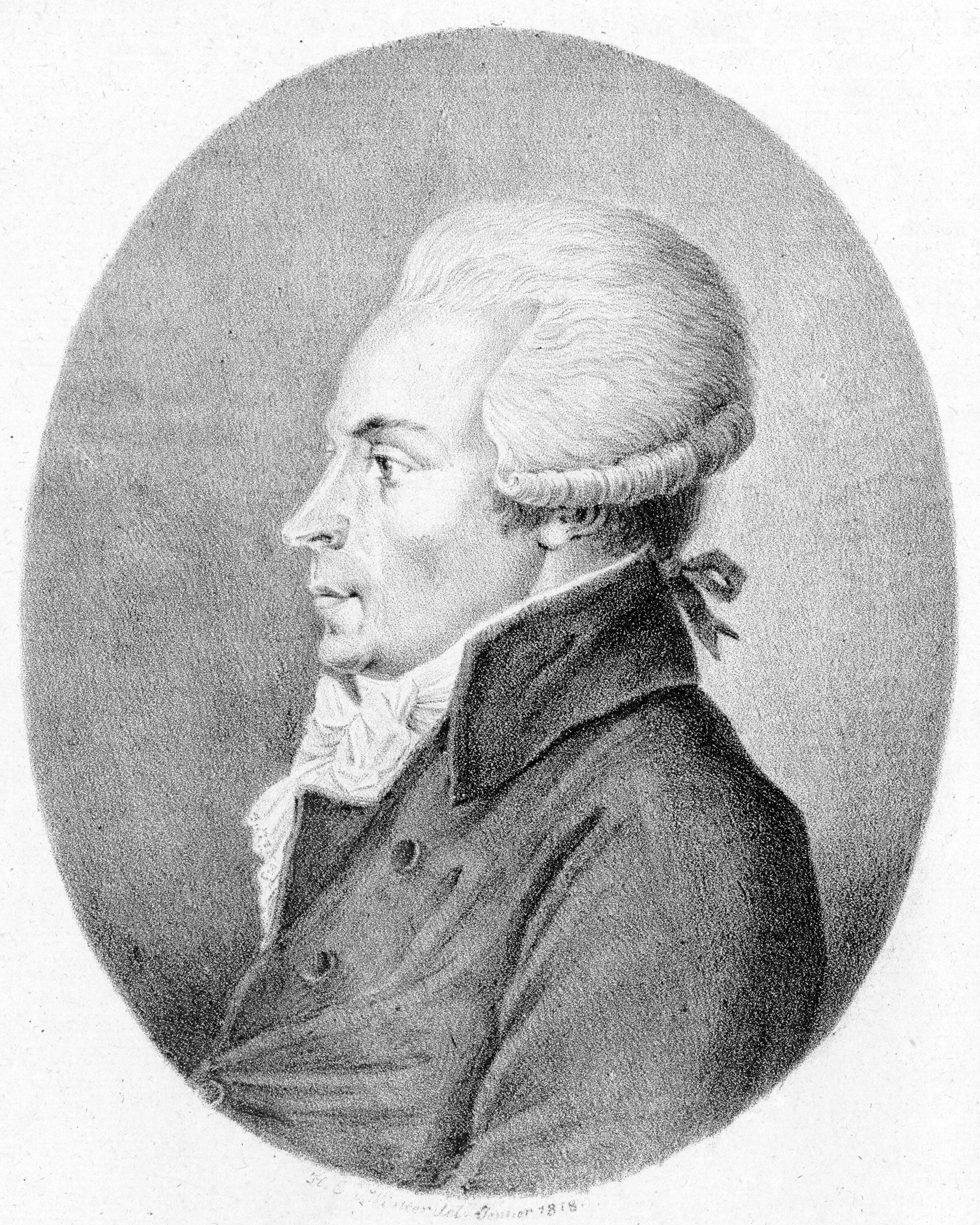
Antonio Rosetti (1750–1792)

- Rosetti, Giuseppe (1899–1965), chilenischer Fußballspieler
- Rosetti, Roberto (* 1967), italienischer Fußballschiedsrichter
- Rosetti, Ronny (* 1977), deutscher Pornodarsteller, Kameramann und Regisseur
- Rosetti, Theodor (1837–1923), rumänischer Politiker

### Rosetz
- Rosetz, Nele (* 1972), deutsche Schauspielerin